# Босанскохерцеговачки динар
Босанскохерцеговачки динар, назив је за валуту Републике Босне и Херцеговине у периоду од 1992. до 1998. године. Кориштен је на подручју под контролом Армије Републике Босне и Херцеговине (АРБиХ). Влада Републике Босне и Херцеговине је босанскохерцеговачки динар увела као замјену за југословенски динар.
На подручју Републике Српске званична валута је била динар Републике Српске, док се на подручју Херцег-Босне користио хрватски динар, али и босанскохерцеговачки динар.

## Прва серија
Из штампе 1. јула 1992. године излазе апоени од 10, 25, 50, 100, 500 и 1000 динара. На наличју се неизмјенично налази Стари мост у Мостару и измјењени грб Хрвоја Вукчића Хрватинића (грб Кондоминијума Босне и Херцеговине). Натписи су исписани ћирилицом и латиницом.
| Вриједност   | Аверс | Реверс | Димензије      | Пуштено у отицај | Кат. број |
| ------------ | ----- | ------ | -------------- | ---------------- | --------- |
| 10 динара    |       |        | 145 mm × 72 mm | 1. јул 1992.     | # 10      |
| 25 динара    |       |        | 145 mm × 72 mm | 1. јул 1992.     | # 11      |
| 50 динара    |       |        | 145 mm × 72 mm | 1. јул 1992.     | # 12      |
| 100 динара   |       |        | 145 mm × 72 mm | 1. јул 1992.     | # 13      |
| 500 динара   |       |        | 145 mm × 72 mm | 1. јул 1992.     | # 14      |
| 1.000 динара |       |        | 145 mm × 72 mm | 1. јул 1992.     | # 15      |

## Серија са додатним жигом
Босанскохерцеговачки динар углавном је био у оптицају на подручју под контролом АРБиХ, тако да ова валута никада није имала значај у осталим дијеловима Босне и Херцеговине. У неким подручјима употребљавао се југословенски динар са додатним жиговима, као и босанскохерцеговачки динар специфичан по томе што је вриједио само у одређеним подручјима (нпр. Травник).
| Вриједност     | Аверс | Реверс | Димензије      | Пуштено у отицај   | Кат. број |
| -------------- | ----- | ------ | -------------- | ------------------ | --------- |
| 100.000 динара |       |        | 145 mm × 72 mm | 10. новембар 1992. | # 34 A    |

## Друга серија
Апоени издати 1992. године замјењени су 15. августа 1994. апоенима од 10, 25, 50, 100 и 500 „нових динара”, у односу 10.000 старих динара = 1 нови динар. Нови апоени су на реверсу новачнице имали тадашњи грб Републике Босне и Херцеговине, као и Стари мост у Мостару. Сви апоени су били ружичасте боје на бијелом папиру истих димензија.
| Вриједност | Аверс | Реверс | Димензије      | Пуштено у отицај | Кат. број |
| ---------- | ----- | ------ | -------------- | ---------------- | --------- |
| 10 динара  |       |        | 119 mm × 64 mm | 15. август 1994. |           |
| 20 динара  |       |        | 119 mm × 64 mm | 15. август 1994. |           |
| 50 динара  |       |        | 119 mm × 64 mm | 15. август 1994. |           |
| 100 динара |       |        | 119 mm × 64 mm | 15. август 1994. |           |
| 500 динара |       |        | 119 mm × 64 mm | 15. август 1994. |           |

Однос 100 нових динара одговарало је једној њемачкој марки, која је практично потиснула динар из оптицаја. Тај однос двије валуте је остао непромјењен све до увођења конвертибилне марке 1997. године.